# Sutherland (Nebraska)
Sutherland è un villaggio degli Stati Uniti d'America della contea di Lincoln nello Stato del Nebraska. Fa parte dell'area statistica micropolitana di North Platte. La popolazione era di 1,286 persone al censimento del 2010.

## Storia
Sutherland è stata intrecciata nel 1891 dopo che la Union Pacific Railroad aveva attraversato l'insediamento.

## Geografia fisica
Sutherland è situata a 41°09′31″N 101°07′32″W (41.158608, -101.125655).
Secondo lo United States Census Bureau, ha un'area totale di 1,04 miglia quadrate (2,69 km²).

## Società

### Evoluzione demografica
Secondo il censimento del 2010, c'erano 1,286 persone.

### Etnie e minoranze straniere
Secondo il censimento del 2010, la composizione etnica del villaggio era formata dal 97,0% di bianchi, lo 0,7% di nativi americani, lo 0,2% di asiatici, lo 0,1% di oceanici, l'1,6% di altre razze, e lo 0,5% di due o più etnie. Ispanici o latinos di qualunque razza erano il 5,0% della popolazione.